# Prélude en ut mineur, BWV 999

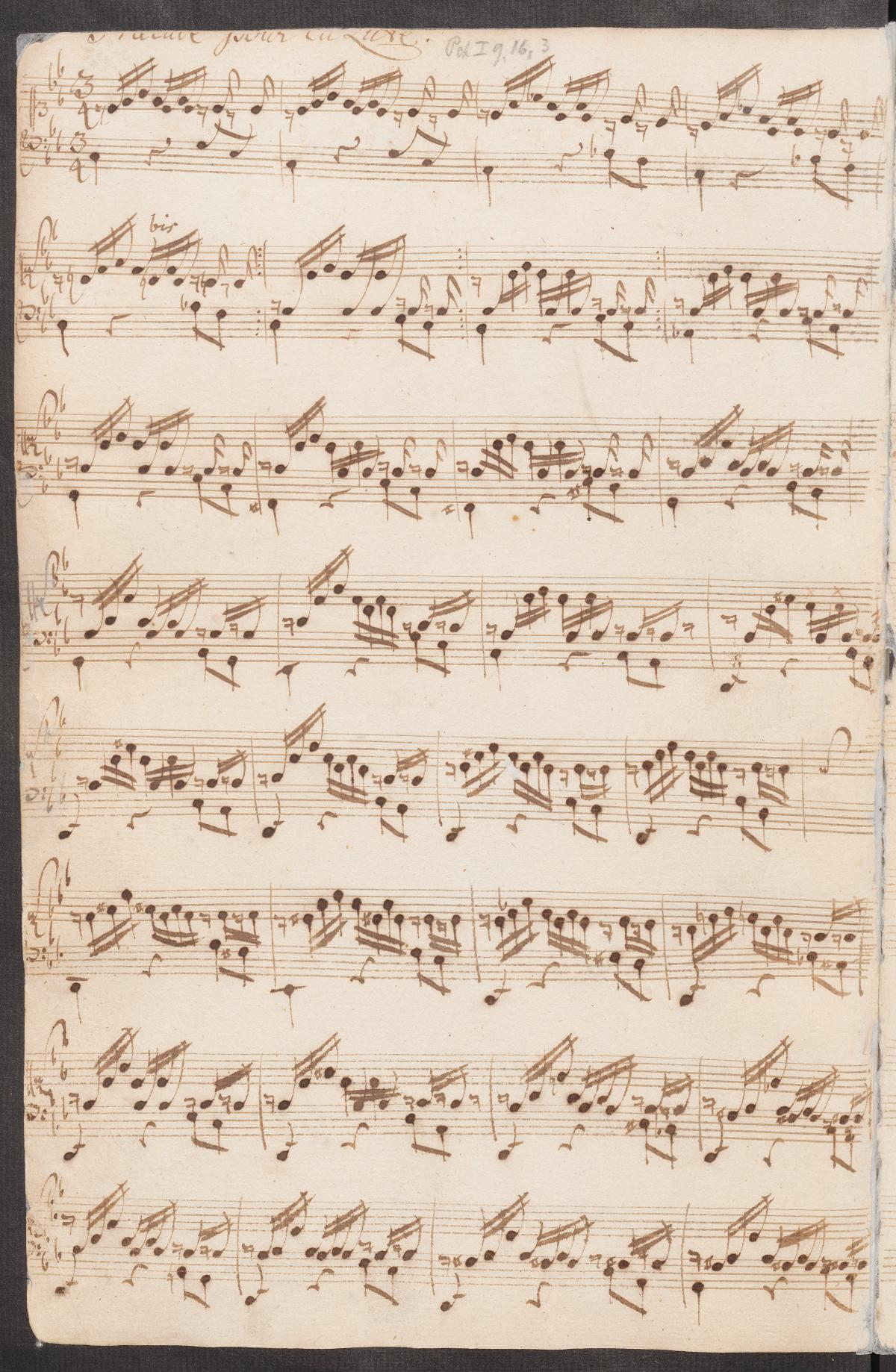
Page autographe du prélude BWV 999

Le Prélude en ut mineur (BWV 999, souvent simplement appelé le Petit prélude de Bach) est un prélude pour luth seul écrit par Johann Sebastian Bach, probablement à la fin des années 1710 ou au début des années 1720 et publiée pour la première fois en 1843.

La pièce a été arrangée pour de nombreux d'instruments, violon, piano, guitare, etc. 

## Description
La pièce compte 43 mesures. Elle commence en ut mineur, exploitant une pédale de do d'abord (exemple), puis après une descente degré par degré, une pédale de ré plus longue, une dernière pédale de sol (mineur) avec de délicieuses tensions avec le fa-dièse, pour se résoudre sur un accord de sol majeur. Les deux formules rythmiques de la main droite et de la main gauche, en accords brisés et contretemps, restent les mêmes jusqu'à l'avant dernière mesure.

## Enregistrements
On peut l'entendre comme une introduction à la fugue en sol mineur (pour luth), BWV 1000 du même compositeur. On le trouve comme pièce seule sur un album d'Andrés Segovia et John Williams, The Art Of The Guitare (plage 18). Au luth-clavecin ou Lautenklavier – Bach en possédait deux – elle est interprétée par Robert Hill (1998), au sein de l'intégrale Hänssler Classic (volume 109). La durée de cet enregistrement est d'une minute et quarante secondes. 

## Première moitié
La lecture audio n'est pas prise en charge dans votre navigateur. Vous pouvez télécharger le fichier audio.